# Чижович Володимир Володимирович
Володи́мир Володи́мирович Чижо́вич (англ. Walter Chyzowych, 20 квітня 1937, село Лютовиська — 2 вересня 1994, Ролі-Дарем, США) — американський футболіст і тренер українського походження; фізкультурник; грав у національній футбольній збірній США (провів 3 гри), згодом очолив її як тренер (1976—1980). Учасник кількох українських дружин у США і Канаді, винахідник формату змагань у закритих аренах, автор кількох книжок з футболу. Брат Євгена Чижовича та Ігоря Чижовича.

## Життєпис
Народився 20 квітня 1937 року в селі Лютовиська біля Старого Самбора на Галичині в родині Володимира та Галини (з родини Сілецьких).
1944 року під час Другої світової війни велика родина Чижовичів (батьки та троє синів) емігрувала до Європи, а 1949 року переїхала до США, де оселилася у Філадельфії, штат Пенсільванія.
У футбол починає грати в університетській команді «Темпл» (1957–1961). У 1961−1964 виступав за канадську професіональну команду «Торонто Сіті», команду «Філадельфія Юкрейніанз», з якою 4 рази ставав чемпіоном (1961—1964) та володарем кубка США (1960, 1961, 1963, 1965), ще двічі вигравав Кубок Льюіса (1959, 1963). Шість разів Володимир Чижович увіходив до складу Команди усіх зірок. Масова зміна клубів пов'язана з тим, що сезоном у США є осінь — весна, а в Канаді весна — осінь, тож коли міжсезоння в США, футболісти виступають за клуби Канади. Протягом 1964–1965 викликався до національної збірної США з футболу, за яку зіграв 3 матчі.
Ще будучи гравцем, Чижович пробував себе як тренер студентських команд. За успіхи на тренерському містку 1975 року був визнаний найкращим тренером Національної тренерської асоціації. Того ж року призначений головним тренером США з футболу. На цій посаді йому вдалося провести ряд реформ у американському футболі, які, на думку американської преси, заклали фундамент розвитку американського футболу. Зокрема, Чижович започаткував тренерські курси з участю видатних спеціалістів, ліцензування, навчання, писав книги з теорії футболу. У 1970-х років входив до президентської ради з фізкультури та фітнесу. У 1980-х роках, дбаючи про розвиток національного футболу, Чижович тренує студентську команду «Філадельфія Фівер», з якою отримав усі можливі титули.
2 вересня 1994 року Володимир Чижович помер від серцевого нападу. Залишилась дружина Ольга (з родини Мидловських), з якою він одружився влітку 1964 року в Римі.
У 1990-х роках його прізвище було виголошено серед 20 найвпливовіших діячів футболу США та 1997 року викарбувано (посмертно) в Залі американської футбольної слави.